# Rodrigo de Salazar
Rodrigo de Salazar y Contreras (Yepes, Toledo, Imperio Español, 1510 - Lima, Imperio Español 1584) fue un hidalgo español que sería gobernador de Quito en el siglo XVI. Se emparentaría con las familias encomenderas más importantes de dicha ciudad y tendría un rol destacado en su gobierno durante nueve años. Sería el gobernador que más tiempo estuvo en el cargo, durante el reinado de Carlos V antes de la fundación de la Audiencia de Quito. También fue dueño de uno de los obrajes particulares más importantes de la Audiencia y destacó en la sociedad limeña uniéndose en matrimonio con Leonor de Valenzuela, hija de conquistador Nicolás de Rivera, el viejo.

## Reseña biográfica

### Origen familiar

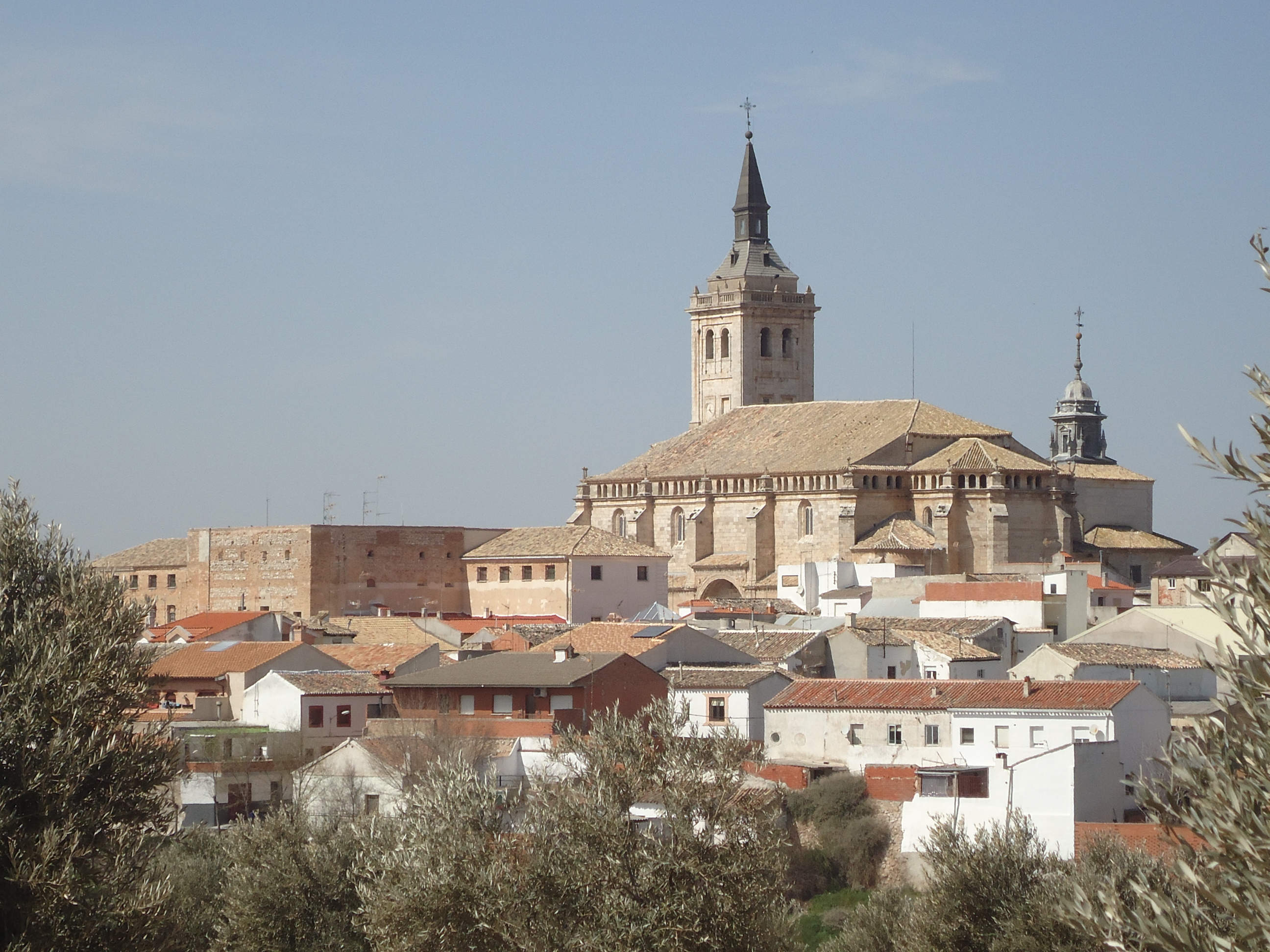
Yepes en Toledo

Rodrigo de Salazar nació en 1510 aproximadamente en la ciudad de Yepes, Toledo. La familia Salazar era notable en este solar puesto que contaban con una capilla y enterramiento propio en la iglesia local. Fue hijo de Rodrigo de Salazar quien fuera vecino y regidor de Toledo, así como de Alguacil mayor de la inquisición. Su mamá fue doña Catalina Carrillo, también conocida como Catalina de Contreras o Díaz de Contreras. Tanto por madre como por padre tenía linaje prestigioso. Su papá estaba enparentado con el regidor de Toledo Rodrigo Niño de Salazar quien había casado con Inés de Toledo. Ambos habían sido padres de Rodrigo Niño de Guzmán, quien a su vez fungiría de abogado de Francisco Pizarro. También estaría emparentado con Hernando Niño de Toledo, quien fuera gentilhombre de la Cámara de Carlos V. El linaje de los Niños era de los de mayor calidad de Toledo, aunque siempre tuvieron la sospecha sobre sí de ser conversos. Por esta razón su hijo, Gabriel Niño de Guzmán cambiaría su apellido Salazar. También por parte de su padre estaba emparentado con Pedro de Salazar, quien había servido a Carlos V y Felipe II tanto en España como en Italia. Esto da una idea de la importancia de la familia Salazar y la cercanía que tenían con el rey. En América algunos de sus parientes serían Cristóbal Carrillo quien viviría en Cuzco y Rodrigo Niño de Lima. Su hermano fue Juan de Salazar quien compartía nombre con su sobrino Juan de Salazar quien había participado en una pelea en el Consejo de Indias. Se casó primeramente con Catalina de Salazar, con un linaje similar y vivieron en Vallecas, en una casa ubicada en la plaza principal.

### Viaje a América
Antes de ir a América Rodrigo tenía treinta años, con una familia forjada, hijos, bienes, todo lo que abandonó por ir al nuevo Mundo. Llegó al Callao después de la muerte de Francisco Pizarro. A pesar de no haber participado en la conquista del Incario, a su llegada encontró una guerra civil entre conquistadores lo que le permitió destacar y mostrar su méritos con el fin de ganar fama y riqueza. 
Era pues la época de la guerra de Vaca de Castro con Almagro, estaba en el ejército real, y fue él quien capturó al Diego, el mozo, en la batalla de Chupas. Cuando la guerra civil entre Gonzalo Pizarro y el virrey estaba en su punto más encarnizado, se retiró a Chimbo, donde tenía un destacamento de indios, y sólo lo abandonó después de la batalla de Iñaquito. Inicialmente fue fiel a Gonzalo Pizarro, pero cuando se dio cuenta de que su suerte empezó a cambiar se deslindó de aquello y para tener el favor de Pedro de la Gasca empezaría un complot contra Puelles.

### Complot contra Pedro de Puelles

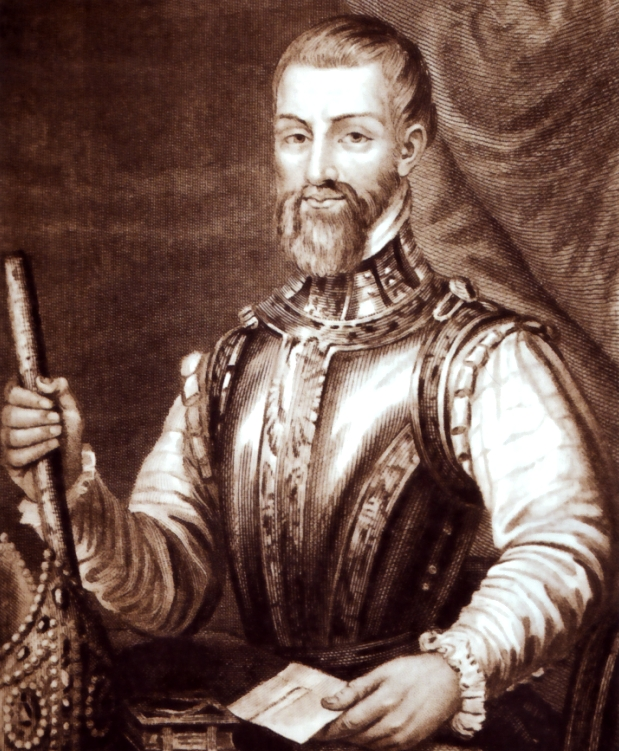
Pedro de la Gasca

Pedro de Puelles, Gobernador de San Francisco de Quito en 1544 fue un hombre ambicioso que gobernó arbitrariamente y que cuando se enteró de que presidente La Gasca llegaría ordenó ahorcar a todos los que apoyaron al Virrey en la batalla de Iñaquito. Además había mandado a ahorcar a una mujer por instigaciones de otra, con quien tenía ilícitas relaciones. Por estar razones se alzaría Salazar para recuperar la gobernación de Quito a favor del rey.
En vista de lo que Rodrigo de Salazar y otros habían hecho en varias ciudades al servicio del soberano, se pusieron de acuerdo entre ellos y trataron de matar a Pedro de Puelles, pues era la manera más rápida de ganar esta ciudad para el rey. Participaron en este concierto Hermosilla, Tyrado, Morillo y otros soldados en los que Salazar tenía confianza. De acuerdo al plan, Salazar se presentó en casa de Pedro de Puelles muy de mañana de un domingo, durante la Pascua del Espíritu Santo, de finales de mayo de 1547, a una hora en que le encontró todavía en la cama. Llamó a la puerta de la habitación donde dormía Pedro de Puelles y esperó. Desde dentro le ordenaron entrar mientras que Puelles seguía en la cama, y al ver a Rodrigo de Salazar, de quien no podía desconfiar por ser íntimo amigo, le dijo: "¿Qué pasa aquí tan de mañana, capitán? Nada -respondió Salazar-, he venido a acompañar a Vuestra Señoría a misa. Y comenzaron a hablar de asuntos triviales. Mientras tanto, los asesinos estaban al acecho en la puerta de la habitación, esperando a que Rodrigo de Salazar les diera la señal convenida, es decir, la llamada de Morillo.
 

Salazar pidió permiso a Puelles para dejar entrar a Morillo y le dijo que quería hablar con el gobernador y pedirle que ordenara la devolución de una india que le habían secuestrado. Puelles aceptó por lo que Salazar llamó entonces a Morillo por su nombre; quien entraría muy reservado con la gorra en la mano y comenzó a acercarse lo más posible al lecho del gobernador para hacer su petición. Entonces entraron los demás conspiradores y se abalanzaron de repente sobre Pedro de Puelles, apuñalándole en su lecho sin darle tiempo a decir palabra. De pie y con los puñales manchados de sangre, salieron a las calles y a la plaza gritando: 
"¡Viva el rey, muerte a los traidores, muerte a los traidores! 
Algunos parientes y amigos de Puelles se apresuran a armarse e intentan vengar su muerte; sin embargo, fueron impedidos y tuvieron que huir. El pueblo se unió al alboroto: el grito de "Muerte a los traidores" se extendió por la ciudad; sacaron el cadáver ensangrentado de Pedro de Puelles, lo llevaron a la plaza, le cortaron la cabeza, lo colgaron en la picota y sus miembros, descuartizados, fueron expuestos en la vía pública, a la entrada de la ciudad, para escarnio de los amigos de Pizarro. A la hora de mayor controversia de aquel mismo día, la voz de un pregonero proclamó por los rincones de la ciudad que Pedro de Puelles había sido ejecutado como traidor. Con la muerte de este hombre, el pueblo de Quito respiró aliviado y se liberó de la dura opresión a la que había estado sometido durante más de un año.

### Gobernador de Quito
Rodrigo de Salazar asumió el gobierno de la ciudad y envío al padre Alonso de Montenegro y a Martín de Aguirre a informar a La Gasca, quien se encontraba llegando al puerto de Manta, del reconocimiento de la autoridad del rey en Quito. Salazar fue confirmado por el presidente como gobernador de Quito y para ganarse a todos al servicio del rey y asegurar la lealtad de todos los servidores subordinados, reunió a los alcaldes, regidores, administradores y tesoreros de la ciudad, y el 9 de junio, fiesta del Corpus Christi, acudió con todos ellos a la iglesia parroquial. Allí, a la hora de la misa, el clérigo Alonso Pablos, entonces párroco de Quito, habiendo levantado la Sagrada Hostia, se dirigió al pueblo con ella en las manos, y Salazar pronunció un discurso en alta voz a todos los presentes, en el que les habló de la tiranía bajo la que habían gemido durante el reinado de Pedro Puelles, a quien habían pedido cuentas de los robos, asesinatos y demás crímenes cometidos contra los fieles servidores del rey. Salazar habló sobre lo sucedido y la traición, concluyendo que todos deberían juraran ante la hostia consagrada que en adelante serían fieles al soberano y le apoyarían con todas sus fuerzas para mantener estas provincias bajo su obediencia, de modo que nunca cayeran en poder de tiranos. Todos juraron fidelidad al rey y ofrecieron sacrificar sus vidas para defender su causa contra el traidor Gonzalo Pizarro.
Posteriormente nombraría a alcaldes, concejales, administradores, fiscales y tesoreros, con los que instaló el Cabildo. Y al día siguiente, el Cabildo a su vez le eligió vicegobernador. Todos estos nombramientos estaban sujetos a condiciones, siempre que fueran autorizados por el presidente La Gasca. Algunos de los partidarios más importantes de Pizarro fueron desterrados de la ciudad, y el notario Oña, que había intentado defender a Pedro de Puelles, y el alguacil Diego de Obando, culpable de traición y tiranía de Puelles contra los leales servidores de Su Majestad, fueron ahorcados. Hechos los preparativos necesarios para organizar el gobierno de la ciudad, Rodrigo de Salazar se dedicó a reclutar las tropas con que había de marchar a las provincias altas, como entonces se llamaban, y a mediados de julio salió de Quito con doscientos cincuenta hombres bien armados, cincuenta de a caballo, ochenta arcabuceros y el resto de piqueros. Dejó en su lugar como primer magistrado al alcalde Pedro de Valverde.

### La encomienda de Otavalo
No solo destacó Salazar en lo militar y más tarde en lo político sino que también sería uno de los encomenderos más importantes de su época. Además de la renta anual que percibía como encomendero buscó una forma adicional de hacer crecer su producción. Por esto optaría por la experiencia que contaban los indígenas con los textiles y buscaría concertar un obraje de importantes dimensiones. Esto ganaría importancia ante la falta de recursos mineros de la Audiencia. Por esta razón se convertiría en uno de los primeros y más grandes obrajeros particulares, ya que también se habían alzado obrajes del Rey. Junto a su pariente Carlos de Salazar quien fuera corregidor y encomendero en 1563 empezaría el famoso obraje de Otavalo. De esta forma buscaba terminar con la dificultad para gravar impuestos a esta comunidad y con el rezago en que se encontraban. A pesar de que por su rol político en Lima le prohibía empezar un obraje Salazar se valió de varias deudas que tenía con la comunidad de Otavalo que ascendían a mil fanegas de maíz 860 pesos de oro, 16 vacas que costaban 60 peso cada una, un toro, 15 mil vejas y cerca de mil vacas. Este obraje centralizaría las haciendas de ganado que Salazar tenía en Otavalo dejándolo a cargo del administrador Martín de Tejada. Para todo ello gastaría cerca de 1200 pesos de oro, así como una hacienda aneja que donó a la comunidad para la producción textil.

### Corregidor de Lima
Por otro lado, Salazar destacó fácilmente en Quito por su prestigio y méritos en las guerras de los conquistadores, por su origen hijodalgo y caballerezco que venía de sus antepasados. Además consiguió después del pleito con Cañete el título de corregidor de lima, que percibía un salario de 2000 pesos anuales y que realizaría desde el 29 de mayo de 1562 hasta el 7 de marzo de 1564. Recibiría el respaldo de Lope Díez de Aux y Armendáriz, que sería presidente de la Audiencia ya que su esposa Juana Carrillo de Saavedra, era señora de su linaje. Armendáriz contaba con la amistad de Pedro Ruiz de Acosta abogado de la audiencia, así como Alonso de Cabrera quien fuera tutor de Rodrigo Núñez de Bonilla, hijo del gobernador de los Quijos. Todo esto le dio mucho prestigio puesto que también contaba con una de las encomiendas más extensas de Quito. Se conocía que tanto Salazar como su hijo Gabriel Niño de Guzmán destacaban por su porte señorial, llevaban armas y caballos, y se adornaban en ropas y joyas.

### Vida religiosa y últimos años

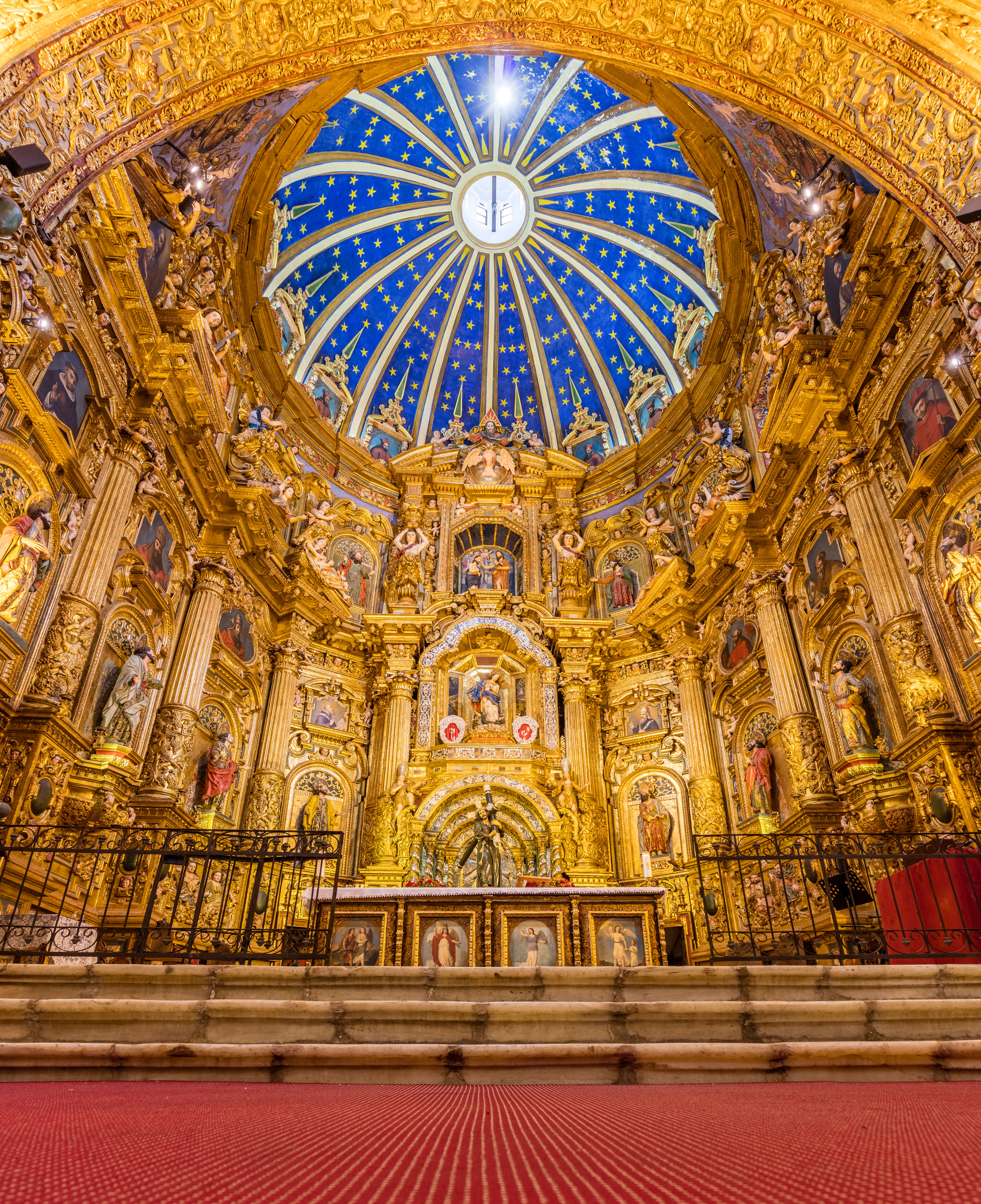
Altar mayor de San Francisco de Quito

Salazar es el representante del cristiano viejo de su época. A pesar de sus relaciones extramatrimoniales, sus acusaciones como pacificador y las veces que sus enemigos cuestionaron su lealtad al Rey, Salazar fiel a sus antepasados buscó siempre el favor de la iglesia y cuidó su nombre como católico apostólico y romano. En Quito una de sus casas se encuentra en la Plaza de San Francisco frente a esta iglesia. Sería protector de la orden de San Francisco, siendo su hijo legítimo ordenado franciscano. En la capilla mayor de este monasterio costeo una capilla cerca del altar mayor con advocación a Nuestra Señora del Rosario, San Francisco y Santa Marta. A esta capellanía daría 558 pesos de plata al año. En la plaza pública de Quito, en un lado de la iglesia mayor hizo un corredor con un retablo con la representación de Dios Padre que sirva como capilla abierta y donde se pueda oír misa los días de Pascua. Mantuvo relaciones cercanas con los clérigos Cepeda, hijos de Lorenzo de Cepeda, hermano de Santa Teresa de Ávila. Además construyó el hospital de pobres de Otavalo ocn un diseño basado en los hospitales de Lima. El 17 de agosto de 1584 moriría y su hijo Gabriel Niño presentaría frente al capital, el testamento de su padre. A su muerte se dieron varias misas en Quito y en Madrid. En castilla fundó tres capellanías: en Vallecas, en Yepes y en el Monasterio de la Piedad.

## Descendencia y legado
Se casó en Lima con doña Leonor de Valenzuela, hija del conquistador Nicolás de Rivera, el Viejo, quien fuera también el primer alcalde de Lima. Fue además hija de Elvira Dávalos Solier, descendiente de García de Solier gobernador de Santo Domingo.  de la que se separó posteriormente por su propia voluntad. Tuvo un solo hijo Gabriel Niño de Guzmán, que aceptó el grado clerical e ingresó en la Orden de San Francisco, recién fundada en la ciudad de Quito. Se rumoraba de otras relaciones fuera del matrimonio como con la princesa icnaica Ana de Palla quien fuera tía de Francisco de Atahualpa, hijo del último inca. Con ella tuvo una hija llamada María de Salazar. Tomaría control sobre una encomienda que recibiría por su destacada fidelidad con el rey. A ella permanecerá ligado el resto de su vida intentando crea un obraje, uno de los más importantes de la Real Audiencia. Fue efímeramente corregidor de Quito y después sería alcalde, acompañando al corregidor Oznayo a la pacificación de Lita, Quilca y Caguasqui, ya que los indígenas habían matado a un encomendero y a otros españoles. Por esta actividad como "pacificador" sería después juzgado por la historiografía contemporánea por maltrato de indígenas. Algo que sería compartido con todos los demás "colaboracionistas" de los primeros años después de la conquista y es una de las razones por las que la figura de Salazar termina siendo ambigua: al mismo tanto por sus méritos iniciales y fidelidad al rey como por su actividad pacificadora para mantener el orden durante su gobierno. Además, fue acusado varias veces de haber formado parte del lado pizarrista y que solo posteriormente sería fiel al Rey. Esto causará que Salazar deba defenderse varias veces, sin embargo estas acusaciones no cesaron, continuando incluso con el presidente de la Audiencia Hernando de Santillán.
Divorciado de Leonor y separado de Ana Palla, así como de su hija María de Salazar fundó una nueva familia mestiza en sus últimos años a la que volcaría su atención. Mientras estuvo casado con Leonor también tuvo en paralelo a dos indígenas que gobernaban su casa llamadas Beatriz e Isabel. La última, natural de Otavalo sería la favorita de Salazar según su testamento con quien tendría a Francisca, referida como Francisquilla a veces, e Isabel, a quienes dejaría herencia en su testamento. A su testamento se basaran los Otavalo, Collaguazo y Pillajo, así como Felipe Puento y sus sucesores para demostrar la legitimidad de la posesión de tierras en su encomienda, pues también dejaría en herencia a indígenas que habían trabajado en el obraje.